# Ricardo Lucarelli
Ricardo Lucarelli Santos de Souza (Contagem, 14 febbraio 1992) è un pallavolista brasiliano, schiacciatore dei JTEKT Stings Aichi.

## Carriera

### Club
La carriera di Ricardo Lucarelli inizia a livello giovanile nella squadra del Linhares, per poi passare nel settore giovanile del Minas, nel quale viene promosso in prima squadra nella stagione 2010-11, facendo il suo esordio in Superliga e restandovi legato per tre annate.
Nel campionato 2013-14 viene ingaggiato dal Sesi, dove milita per un biennio, prima di legarsi, nella stagione 2015-16, alla Funvic: nel quinquennio con la formazione di Taubaté conquista uno scudetto, due Coppe del Brasile, una Supercoppa brasiliana, cinque edizioni del Campionato Paulista e una Coppa San Paolo.
Nella stagione 2020-21 gioca per la prima volta all'estero, approdando in Italia per partecipare alla Superlega, dove difende i colori della Trentino. Nella stagione seguente viene ingaggiato dalla Lube, con la quale vince lo scudetto, mentre nell'annata 2022-23 si accasa alla You Energy, sempre nel massimo campionato italiano, conquistando el corso di un biennio una Coppa Italia.
Nella stagione 2024-25 approda in Giappone, dove prende parte alla SV.League con i JTEKT Stings Aichi.

### Nazionale
Fa parte delle selezioni giovanile brasiliane, giocando la finale del campionato sudamericano under 19 2008, disputando il campionato mondiale under 19 2009, dove viene premiato come miglior ricevitore del torneo, e vincendo il campionato sudamericano under 21 2010.
Nel 2011 è convocato per la prima volta in nazionale maggiore, senza tuttavia debuttare in alcuna competizione ufficiale; l'esordio arriva nel 2012, in occasione della World League. Entra stabilmente in nazionale nel seguente ciclo olimpico ed è sempre in World League che è finalista nell'edizione 2013 e 2014; nel 2013 vince inoltre il campionato sudamericano e la Grand Champions Cup; con la nazionale under 23 invece si aggiudica l'oro campionato mondiale 2013, ricevendo il premio di MVP. In seguito conquista la medaglia d'argento al campionato mondiale 2014 e quella d'oro al campionato sudamericano 2015, prima di concludere nel 2016 il quadriennio con la vittoria della medaglia d'argento alla World League 2016 e di quella d'oro ai Giochi della XXXI Olimpiade.
Apre il successivo quadriennio olimpico con la conquista dell'argento alla World League 2017 e dell'oro al campionato sudamericano 2017 e alla Grand Champions Cup 2017, dove viene premiato come miglior giocatore della manifestazione. Si aggiudica ancora tre ori, prima alla Coppa del Mondo 2019 e poi, nel 2021, alla Volleyball Nations League e al campionato sudamericano. Nel 2022 conquista il bronzo al campionato mondiale, nel 2023 la medaglia d'argento al campionato continentale, dov'è premiato come miglior schiacciatore e nel 2025 la medaglia di bronzo alla Volleyball Nations League.

## Palmarès

### Club
- Campionato brasiliano: 1

2018-19
- Campionato italiano: 1

2021-22
- Coppa del Brasile: 2

2015, 2017
- Coppa Italia: 1

2022-23
- Supercoppa brasiliana: 1

2019
- Campionato Paulista: 6

2013, 2015, 2016, 2017, 2018, 2019
- Coppa San Paolo: 1

2015

### Nazionale (competizioni minori)
- Campionato sudamericano under 19 2008
- Campionato sudamericano under 21 2010
- Campionato mondiale under 23 2013
- Coppa Panamericana 2013
- Memorial Hubert Wagner 2019

### Premi individuali
- 2009 - Campionato mondiale under 19: Miglior ricevitore
- 2013 - Campionato sudamericano per club: Miglior servizio
- 2013 - World League: Miglior schiacciatore
- 2013 - Campionato mondiale under 23: MVP
- 2013 - Campionato sudamericano: Miglior schiacciatore
- 2013 - Coppa panamericana: MVP
- 2014 - World League: Miglior schiacciatore
- 2014 - Campionato mondiale: Miglior schiacciatore
- 2016 - Giochi della XXXI Olimpiade: Miglior schiacciatore
- 2017 - World League: Miglior schiacciatore
- 2017 - Campionato sudamericano: Miglior schiacciatore
- 2017 - Grand Champions Cup: MVP
- 2017 - Grand Champions Cup: Miglior schiacciatore
- 2019 - Superliga Série A: MVP
- 2019 - Superliga Série A: Miglior schiacciatore
- 2021 - Campionato sudamericano: Miglior schiacciatore
- 2023 - Campionato sudamericano: Miglior schiacciatore